# Anna Rudolfová
Anna Rudolfová (* 12. listopadu 1987) je maďarská šachistka s tituly FIDE mezinárodní mistr (IM) a velmistryně (WGM). Je populární šachovou osobností, pracovala jako komentátorka a analytička na mnoha významných turnajích, včetně mistrovství světa v šachu v letech 2016 a 2018. O šachách streamuje na Twitch a příležitostně vlogguje přes svůj šachový kanál na YouTube.

## Šachová kariéra
Rudolfová strávila své dětství v Bátaszéku, malém městě v jižním Maďarsku. Ve čtyřech letech začala hrát šachy spolu se svou sestrou Katou. Následovalo mnoho soutěží a úspěchů. Od mládí si udržovala pozici jednoho z nejlepších maďarských hráčů. Mezi její úspěchy patří vítězství v Mistrovství Evropy juniorů v bleskovém šachu a Mistrovství Maďarska v šachu žen v letech 2008, 2010 a 2011. V letech 2008 až 2012 reprezentovala Maďarsko na šachové olympiádě.
Rudolfová dosáhla standardu mezinárodního mistra a šachové velmistryně na Vandoeuvre Open 2007, kde ji někteří soupeři obvinili z podvádění pomocí balzámu na rty, do jehož tuby údajně mohla přijímat signály od někoho u počítače s šachovým softwarem.
Rudolfová tvořila videa pro Chess24.com v angličtině a španělštině a objevila se jako celebrita v programu „Banter Blitz“ na tomto webu. Poté, co začala prezentovat šachy s moderátorkou Sopiko Guramishviliovou, vstoupily ve známost jako „Miss Strategy“ a „Miss Tactics“.
Jako pravidelná komentátorka stránky Chess.com spolukomentovala finále PRO Chess League 2018 a 2019. Od té doby se účastnila dalších akcí, včetně mistrovství světa v šachu v letech 2016 a 2018 a mistrovství světa žen v bleskovém šachu 2019.
Streamuje také na Twitchi (kanál „Anna_Chess“); k dubnu 2020 sleduje její kanál na Twitchi téměř 20 000 lidí. Rudolfová má kanál i na YouTube, který obsahuje některé z jejích hlavních příspěvků na Twitchi, ale také zde zveřejňuje obsah specifický pro YouTube, ve kterém analyzuje partie a poskytuje instruktážní komentář. Na svém kanálu YouTube také příležitostně zveřejňuje videa, která se netýkají šachů. K dubnu 2020 má kanál přes 38 000 odběratelů  a 2,25 milionu zhlédnutí.
Vystudovala ruštinu a angličtinu na univerzitě v Pětikostelí; poté se v roce 2010 přestěhovala do Madridu, kde kombinovala výuku šachů s turnajovou hrou. Hrát šachy na vrcholové úrovni přestala roku 2017 a nadále se zaměřuje na komentáře a mediální aktivity.

## Pozoruhodné hry
|   | a | b | c | d | e | f | g | h |   |
| 8 | e8 černý věž · c7 černý pěšec · d7 černý jezdec · f7 černý pěšec · g7 černý pěšec · h7 černý král · d6 černý pěšec · a5 černý věž · c5 černý dáma · h5 bílý pěšec · a4 černý pěšec · b4 černý pěšec · c4 černý střelec · d4 bílý jezdec · e4 bílý pěšec · f4 bílý dáma · f3 bílý pěšec · a2 bílý pěšec · b2 bílý pěšec · c2 bílý pěšec · b1 bílý král · c1 bílý jezdec · d1 bílý věž · h1 bílý věž | e8 černý věž · c7 černý pěšec · d7 černý jezdec · f7 černý pěšec · g7 černý pěšec · h7 černý král · d6 černý pěšec · a5 černý věž · c5 černý dáma · h5 bílý pěšec · a4 černý pěšec · b4 černý pěšec · c4 černý střelec · d4 bílý jezdec · e4 bílý pěšec · f4 bílý dáma · f3 bílý pěšec · a2 bílý pěšec · b2 bílý pěšec · c2 bílý pěšec · b1 bílý král · c1 bílý jezdec · d1 bílý věž · h1 bílý věž | e8 černý věž · c7 černý pěšec · d7 černý jezdec · f7 černý pěšec · g7 černý pěšec · h7 černý král · d6 černý pěšec · a5 černý věž · c5 černý dáma · h5 bílý pěšec · a4 černý pěšec · b4 černý pěšec · c4 černý střelec · d4 bílý jezdec · e4 bílý pěšec · f4 bílý dáma · f3 bílý pěšec · a2 bílý pěšec · b2 bílý pěšec · c2 bílý pěšec · b1 bílý král · c1 bílý jezdec · d1 bílý věž · h1 bílý věž | e8 černý věž · c7 černý pěšec · d7 černý jezdec · f7 černý pěšec · g7 černý pěšec · h7 černý král · d6 černý pěšec · a5 černý věž · c5 černý dáma · h5 bílý pěšec · a4 černý pěšec · b4 černý pěšec · c4 černý střelec · d4 bílý jezdec · e4 bílý pěšec · f4 bílý dáma · f3 bílý pěšec · a2 bílý pěšec · b2 bílý pěšec · c2 bílý pěšec · b1 bílý král · c1 bílý jezdec · d1 bílý věž · h1 bílý věž | e8 černý věž · c7 černý pěšec · d7 černý jezdec · f7 černý pěšec · g7 černý pěšec · h7 černý král · d6 černý pěšec · a5 černý věž · c5 černý dáma · h5 bílý pěšec · a4 černý pěšec · b4 černý pěšec · c4 černý střelec · d4 bílý jezdec · e4 bílý pěšec · f4 bílý dáma · f3 bílý pěšec · a2 bílý pěšec · b2 bílý pěšec · c2 bílý pěšec · b1 bílý král · c1 bílý jezdec · d1 bílý věž · h1 bílý věž | e8 černý věž · c7 černý pěšec · d7 černý jezdec · f7 černý pěšec · g7 černý pěšec · h7 černý král · d6 černý pěšec · a5 černý věž · c5 černý dáma · h5 bílý pěšec · a4 černý pěšec · b4 černý pěšec · c4 černý střelec · d4 bílý jezdec · e4 bílý pěšec · f4 bílý dáma · f3 bílý pěšec · a2 bílý pěšec · b2 bílý pěšec · c2 bílý pěšec · b1 bílý král · c1 bílý jezdec · d1 bílý věž · h1 bílý věž | e8 černý věž · c7 černý pěšec · d7 černý jezdec · f7 černý pěšec · g7 černý pěšec · h7 černý král · d6 černý pěšec · a5 černý věž · c5 černý dáma · h5 bílý pěšec · a4 černý pěšec · b4 černý pěšec · c4 černý střelec · d4 bílý jezdec · e4 bílý pěšec · f4 bílý dáma · f3 bílý pěšec · a2 bílý pěšec · b2 bílý pěšec · c2 bílý pěšec · b1 bílý král · c1 bílý jezdec · d1 bílý věž · h1 bílý věž | e8 černý věž · c7 černý pěšec · d7 černý jezdec · f7 černý pěšec · g7 černý pěšec · h7 černý král · d6 černý pěšec · a5 černý věž · c5 černý dáma · h5 bílý pěšec · a4 černý pěšec · b4 černý pěšec · c4 černý střelec · d4 bílý jezdec · e4 bílý pěšec · f4 bílý dáma · f3 bílý pěšec · a2 bílý pěšec · b2 bílý pěšec · c2 bílý pěšec · b1 bílý král · c1 bílý jezdec · d1 bílý věž · h1 bílý věž | 8 |
| 7 | e8 černý věž · c7 černý pěšec · d7 černý jezdec · f7 černý pěšec · g7 černý pěšec · h7 černý král · d6 černý pěšec · a5 černý věž · c5 černý dáma · h5 bílý pěšec · a4 černý pěšec · b4 černý pěšec · c4 černý střelec · d4 bílý jezdec · e4 bílý pěšec · f4 bílý dáma · f3 bílý pěšec · a2 bílý pěšec · b2 bílý pěšec · c2 bílý pěšec · b1 bílý král · c1 bílý jezdec · d1 bílý věž · h1 bílý věž | e8 černý věž · c7 černý pěšec · d7 černý jezdec · f7 černý pěšec · g7 černý pěšec · h7 černý král · d6 černý pěšec · a5 černý věž · c5 černý dáma · h5 bílý pěšec · a4 černý pěšec · b4 černý pěšec · c4 černý střelec · d4 bílý jezdec · e4 bílý pěšec · f4 bílý dáma · f3 bílý pěšec · a2 bílý pěšec · b2 bílý pěšec · c2 bílý pěšec · b1 bílý král · c1 bílý jezdec · d1 bílý věž · h1 bílý věž | e8 černý věž · c7 černý pěšec · d7 černý jezdec · f7 černý pěšec · g7 černý pěšec · h7 černý král · d6 černý pěšec · a5 černý věž · c5 černý dáma · h5 bílý pěšec · a4 černý pěšec · b4 černý pěšec · c4 černý střelec · d4 bílý jezdec · e4 bílý pěšec · f4 bílý dáma · f3 bílý pěšec · a2 bílý pěšec · b2 bílý pěšec · c2 bílý pěšec · b1 bílý král · c1 bílý jezdec · d1 bílý věž · h1 bílý věž | e8 černý věž · c7 černý pěšec · d7 černý jezdec · f7 černý pěšec · g7 černý pěšec · h7 černý král · d6 černý pěšec · a5 černý věž · c5 černý dáma · h5 bílý pěšec · a4 černý pěšec · b4 černý pěšec · c4 černý střelec · d4 bílý jezdec · e4 bílý pěšec · f4 bílý dáma · f3 bílý pěšec · a2 bílý pěšec · b2 bílý pěšec · c2 bílý pěšec · b1 bílý král · c1 bílý jezdec · d1 bílý věž · h1 bílý věž | e8 černý věž · c7 černý pěšec · d7 černý jezdec · f7 černý pěšec · g7 černý pěšec · h7 černý král · d6 černý pěšec · a5 černý věž · c5 černý dáma · h5 bílý pěšec · a4 černý pěšec · b4 černý pěšec · c4 černý střelec · d4 bílý jezdec · e4 bílý pěšec · f4 bílý dáma · f3 bílý pěšec · a2 bílý pěšec · b2 bílý pěšec · c2 bílý pěšec · b1 bílý král · c1 bílý jezdec · d1 bílý věž · h1 bílý věž | e8 černý věž · c7 černý pěšec · d7 černý jezdec · f7 černý pěšec · g7 černý pěšec · h7 černý král · d6 černý pěšec · a5 černý věž · c5 černý dáma · h5 bílý pěšec · a4 černý pěšec · b4 černý pěšec · c4 černý střelec · d4 bílý jezdec · e4 bílý pěšec · f4 bílý dáma · f3 bílý pěšec · a2 bílý pěšec · b2 bílý pěšec · c2 bílý pěšec · b1 bílý král · c1 bílý jezdec · d1 bílý věž · h1 bílý věž | e8 černý věž · c7 černý pěšec · d7 černý jezdec · f7 černý pěšec · g7 černý pěšec · h7 černý král · d6 černý pěšec · a5 černý věž · c5 černý dáma · h5 bílý pěšec · a4 černý pěšec · b4 černý pěšec · c4 černý střelec · d4 bílý jezdec · e4 bílý pěšec · f4 bílý dáma · f3 bílý pěšec · a2 bílý pěšec · b2 bílý pěšec · c2 bílý pěšec · b1 bílý král · c1 bílý jezdec · d1 bílý věž · h1 bílý věž | e8 černý věž · c7 černý pěšec · d7 černý jezdec · f7 černý pěšec · g7 černý pěšec · h7 černý král · d6 černý pěšec · a5 černý věž · c5 černý dáma · h5 bílý pěšec · a4 černý pěšec · b4 černý pěšec · c4 černý střelec · d4 bílý jezdec · e4 bílý pěšec · f4 bílý dáma · f3 bílý pěšec · a2 bílý pěšec · b2 bílý pěšec · c2 bílý pěšec · b1 bílý král · c1 bílý jezdec · d1 bílý věž · h1 bílý věž | 7 |
| 6 | e8 černý věž · c7 černý pěšec · d7 černý jezdec · f7 černý pěšec · g7 černý pěšec · h7 černý král · d6 černý pěšec · a5 černý věž · c5 černý dáma · h5 bílý pěšec · a4 černý pěšec · b4 černý pěšec · c4 černý střelec · d4 bílý jezdec · e4 bílý pěšec · f4 bílý dáma · f3 bílý pěšec · a2 bílý pěšec · b2 bílý pěšec · c2 bílý pěšec · b1 bílý král · c1 bílý jezdec · d1 bílý věž · h1 bílý věž | e8 černý věž · c7 černý pěšec · d7 černý jezdec · f7 černý pěšec · g7 černý pěšec · h7 černý král · d6 černý pěšec · a5 černý věž · c5 černý dáma · h5 bílý pěšec · a4 černý pěšec · b4 černý pěšec · c4 černý střelec · d4 bílý jezdec · e4 bílý pěšec · f4 bílý dáma · f3 bílý pěšec · a2 bílý pěšec · b2 bílý pěšec · c2 bílý pěšec · b1 bílý král · c1 bílý jezdec · d1 bílý věž · h1 bílý věž | e8 černý věž · c7 černý pěšec · d7 černý jezdec · f7 černý pěšec · g7 černý pěšec · h7 černý král · d6 černý pěšec · a5 černý věž · c5 černý dáma · h5 bílý pěšec · a4 černý pěšec · b4 černý pěšec · c4 černý střelec · d4 bílý jezdec · e4 bílý pěšec · f4 bílý dáma · f3 bílý pěšec · a2 bílý pěšec · b2 bílý pěšec · c2 bílý pěšec · b1 bílý král · c1 bílý jezdec · d1 bílý věž · h1 bílý věž | e8 černý věž · c7 černý pěšec · d7 černý jezdec · f7 černý pěšec · g7 černý pěšec · h7 černý král · d6 černý pěšec · a5 černý věž · c5 černý dáma · h5 bílý pěšec · a4 černý pěšec · b4 černý pěšec · c4 černý střelec · d4 bílý jezdec · e4 bílý pěšec · f4 bílý dáma · f3 bílý pěšec · a2 bílý pěšec · b2 bílý pěšec · c2 bílý pěšec · b1 bílý král · c1 bílý jezdec · d1 bílý věž · h1 bílý věž | e8 černý věž · c7 černý pěšec · d7 černý jezdec · f7 černý pěšec · g7 černý pěšec · h7 černý král · d6 černý pěšec · a5 černý věž · c5 černý dáma · h5 bílý pěšec · a4 černý pěšec · b4 černý pěšec · c4 černý střelec · d4 bílý jezdec · e4 bílý pěšec · f4 bílý dáma · f3 bílý pěšec · a2 bílý pěšec · b2 bílý pěšec · c2 bílý pěšec · b1 bílý král · c1 bílý jezdec · d1 bílý věž · h1 bílý věž | e8 černý věž · c7 černý pěšec · d7 černý jezdec · f7 černý pěšec · g7 černý pěšec · h7 černý král · d6 černý pěšec · a5 černý věž · c5 černý dáma · h5 bílý pěšec · a4 černý pěšec · b4 černý pěšec · c4 černý střelec · d4 bílý jezdec · e4 bílý pěšec · f4 bílý dáma · f3 bílý pěšec · a2 bílý pěšec · b2 bílý pěšec · c2 bílý pěšec · b1 bílý král · c1 bílý jezdec · d1 bílý věž · h1 bílý věž | e8 černý věž · c7 černý pěšec · d7 černý jezdec · f7 černý pěšec · g7 černý pěšec · h7 černý král · d6 černý pěšec · a5 černý věž · c5 černý dáma · h5 bílý pěšec · a4 černý pěšec · b4 černý pěšec · c4 černý střelec · d4 bílý jezdec · e4 bílý pěšec · f4 bílý dáma · f3 bílý pěšec · a2 bílý pěšec · b2 bílý pěšec · c2 bílý pěšec · b1 bílý král · c1 bílý jezdec · d1 bílý věž · h1 bílý věž | e8 černý věž · c7 černý pěšec · d7 černý jezdec · f7 černý pěšec · g7 černý pěšec · h7 černý král · d6 černý pěšec · a5 černý věž · c5 černý dáma · h5 bílý pěšec · a4 černý pěšec · b4 černý pěšec · c4 černý střelec · d4 bílý jezdec · e4 bílý pěšec · f4 bílý dáma · f3 bílý pěšec · a2 bílý pěšec · b2 bílý pěšec · c2 bílý pěšec · b1 bílý král · c1 bílý jezdec · d1 bílý věž · h1 bílý věž | 6 |
| 5 | e8 černý věž · c7 černý pěšec · d7 černý jezdec · f7 černý pěšec · g7 černý pěšec · h7 černý král · d6 černý pěšec · a5 černý věž · c5 černý dáma · h5 bílý pěšec · a4 černý pěšec · b4 černý pěšec · c4 černý střelec · d4 bílý jezdec · e4 bílý pěšec · f4 bílý dáma · f3 bílý pěšec · a2 bílý pěšec · b2 bílý pěšec · c2 bílý pěšec · b1 bílý král · c1 bílý jezdec · d1 bílý věž · h1 bílý věž | e8 černý věž · c7 černý pěšec · d7 černý jezdec · f7 černý pěšec · g7 černý pěšec · h7 černý král · d6 černý pěšec · a5 černý věž · c5 černý dáma · h5 bílý pěšec · a4 černý pěšec · b4 černý pěšec · c4 černý střelec · d4 bílý jezdec · e4 bílý pěšec · f4 bílý dáma · f3 bílý pěšec · a2 bílý pěšec · b2 bílý pěšec · c2 bílý pěšec · b1 bílý král · c1 bílý jezdec · d1 bílý věž · h1 bílý věž | e8 černý věž · c7 černý pěšec · d7 černý jezdec · f7 černý pěšec · g7 černý pěšec · h7 černý král · d6 černý pěšec · a5 černý věž · c5 černý dáma · h5 bílý pěšec · a4 černý pěšec · b4 černý pěšec · c4 černý střelec · d4 bílý jezdec · e4 bílý pěšec · f4 bílý dáma · f3 bílý pěšec · a2 bílý pěšec · b2 bílý pěšec · c2 bílý pěšec · b1 bílý král · c1 bílý jezdec · d1 bílý věž · h1 bílý věž | e8 černý věž · c7 černý pěšec · d7 černý jezdec · f7 černý pěšec · g7 černý pěšec · h7 černý král · d6 černý pěšec · a5 černý věž · c5 černý dáma · h5 bílý pěšec · a4 černý pěšec · b4 černý pěšec · c4 černý střelec · d4 bílý jezdec · e4 bílý pěšec · f4 bílý dáma · f3 bílý pěšec · a2 bílý pěšec · b2 bílý pěšec · c2 bílý pěšec · b1 bílý král · c1 bílý jezdec · d1 bílý věž · h1 bílý věž | e8 černý věž · c7 černý pěšec · d7 černý jezdec · f7 černý pěšec · g7 černý pěšec · h7 černý král · d6 černý pěšec · a5 černý věž · c5 černý dáma · h5 bílý pěšec · a4 černý pěšec · b4 černý pěšec · c4 černý střelec · d4 bílý jezdec · e4 bílý pěšec · f4 bílý dáma · f3 bílý pěšec · a2 bílý pěšec · b2 bílý pěšec · c2 bílý pěšec · b1 bílý král · c1 bílý jezdec · d1 bílý věž · h1 bílý věž | e8 černý věž · c7 černý pěšec · d7 černý jezdec · f7 černý pěšec · g7 černý pěšec · h7 černý král · d6 černý pěšec · a5 černý věž · c5 černý dáma · h5 bílý pěšec · a4 černý pěšec · b4 černý pěšec · c4 černý střelec · d4 bílý jezdec · e4 bílý pěšec · f4 bílý dáma · f3 bílý pěšec · a2 bílý pěšec · b2 bílý pěšec · c2 bílý pěšec · b1 bílý král · c1 bílý jezdec · d1 bílý věž · h1 bílý věž | e8 černý věž · c7 černý pěšec · d7 černý jezdec · f7 černý pěšec · g7 černý pěšec · h7 černý král · d6 černý pěšec · a5 černý věž · c5 černý dáma · h5 bílý pěšec · a4 černý pěšec · b4 černý pěšec · c4 černý střelec · d4 bílý jezdec · e4 bílý pěšec · f4 bílý dáma · f3 bílý pěšec · a2 bílý pěšec · b2 bílý pěšec · c2 bílý pěšec · b1 bílý král · c1 bílý jezdec · d1 bílý věž · h1 bílý věž | e8 černý věž · c7 černý pěšec · d7 černý jezdec · f7 černý pěšec · g7 černý pěšec · h7 černý král · d6 černý pěšec · a5 černý věž · c5 černý dáma · h5 bílý pěšec · a4 černý pěšec · b4 černý pěšec · c4 černý střelec · d4 bílý jezdec · e4 bílý pěšec · f4 bílý dáma · f3 bílý pěšec · a2 bílý pěšec · b2 bílý pěšec · c2 bílý pěšec · b1 bílý král · c1 bílý jezdec · d1 bílý věž · h1 bílý věž | 5 |
| 4 | e8 černý věž · c7 černý pěšec · d7 černý jezdec · f7 černý pěšec · g7 černý pěšec · h7 černý král · d6 černý pěšec · a5 černý věž · c5 černý dáma · h5 bílý pěšec · a4 černý pěšec · b4 černý pěšec · c4 černý střelec · d4 bílý jezdec · e4 bílý pěšec · f4 bílý dáma · f3 bílý pěšec · a2 bílý pěšec · b2 bílý pěšec · c2 bílý pěšec · b1 bílý král · c1 bílý jezdec · d1 bílý věž · h1 bílý věž | e8 černý věž · c7 černý pěšec · d7 černý jezdec · f7 černý pěšec · g7 černý pěšec · h7 černý král · d6 černý pěšec · a5 černý věž · c5 černý dáma · h5 bílý pěšec · a4 černý pěšec · b4 černý pěšec · c4 černý střelec · d4 bílý jezdec · e4 bílý pěšec · f4 bílý dáma · f3 bílý pěšec · a2 bílý pěšec · b2 bílý pěšec · c2 bílý pěšec · b1 bílý král · c1 bílý jezdec · d1 bílý věž · h1 bílý věž | e8 černý věž · c7 černý pěšec · d7 černý jezdec · f7 černý pěšec · g7 černý pěšec · h7 černý král · d6 černý pěšec · a5 černý věž · c5 černý dáma · h5 bílý pěšec · a4 černý pěšec · b4 černý pěšec · c4 černý střelec · d4 bílý jezdec · e4 bílý pěšec · f4 bílý dáma · f3 bílý pěšec · a2 bílý pěšec · b2 bílý pěšec · c2 bílý pěšec · b1 bílý král · c1 bílý jezdec · d1 bílý věž · h1 bílý věž | e8 černý věž · c7 černý pěšec · d7 černý jezdec · f7 černý pěšec · g7 černý pěšec · h7 černý král · d6 černý pěšec · a5 černý věž · c5 černý dáma · h5 bílý pěšec · a4 černý pěšec · b4 černý pěšec · c4 černý střelec · d4 bílý jezdec · e4 bílý pěšec · f4 bílý dáma · f3 bílý pěšec · a2 bílý pěšec · b2 bílý pěšec · c2 bílý pěšec · b1 bílý král · c1 bílý jezdec · d1 bílý věž · h1 bílý věž | e8 černý věž · c7 černý pěšec · d7 černý jezdec · f7 černý pěšec · g7 černý pěšec · h7 černý král · d6 černý pěšec · a5 černý věž · c5 černý dáma · h5 bílý pěšec · a4 černý pěšec · b4 černý pěšec · c4 černý střelec · d4 bílý jezdec · e4 bílý pěšec · f4 bílý dáma · f3 bílý pěšec · a2 bílý pěšec · b2 bílý pěšec · c2 bílý pěšec · b1 bílý král · c1 bílý jezdec · d1 bílý věž · h1 bílý věž | e8 černý věž · c7 černý pěšec · d7 černý jezdec · f7 černý pěšec · g7 černý pěšec · h7 černý král · d6 černý pěšec · a5 černý věž · c5 černý dáma · h5 bílý pěšec · a4 černý pěšec · b4 černý pěšec · c4 černý střelec · d4 bílý jezdec · e4 bílý pěšec · f4 bílý dáma · f3 bílý pěšec · a2 bílý pěšec · b2 bílý pěšec · c2 bílý pěšec · b1 bílý král · c1 bílý jezdec · d1 bílý věž · h1 bílý věž | e8 černý věž · c7 černý pěšec · d7 černý jezdec · f7 černý pěšec · g7 černý pěšec · h7 černý král · d6 černý pěšec · a5 černý věž · c5 černý dáma · h5 bílý pěšec · a4 černý pěšec · b4 černý pěšec · c4 černý střelec · d4 bílý jezdec · e4 bílý pěšec · f4 bílý dáma · f3 bílý pěšec · a2 bílý pěšec · b2 bílý pěšec · c2 bílý pěšec · b1 bílý král · c1 bílý jezdec · d1 bílý věž · h1 bílý věž | e8 černý věž · c7 černý pěšec · d7 černý jezdec · f7 černý pěšec · g7 černý pěšec · h7 černý král · d6 černý pěšec · a5 černý věž · c5 černý dáma · h5 bílý pěšec · a4 černý pěšec · b4 černý pěšec · c4 černý střelec · d4 bílý jezdec · e4 bílý pěšec · f4 bílý dáma · f3 bílý pěšec · a2 bílý pěšec · b2 bílý pěšec · c2 bílý pěšec · b1 bílý král · c1 bílý jezdec · d1 bílý věž · h1 bílý věž | 4 |
| 3 | e8 černý věž · c7 černý pěšec · d7 černý jezdec · f7 černý pěšec · g7 černý pěšec · h7 černý král · d6 černý pěšec · a5 černý věž · c5 černý dáma · h5 bílý pěšec · a4 černý pěšec · b4 černý pěšec · c4 černý střelec · d4 bílý jezdec · e4 bílý pěšec · f4 bílý dáma · f3 bílý pěšec · a2 bílý pěšec · b2 bílý pěšec · c2 bílý pěšec · b1 bílý král · c1 bílý jezdec · d1 bílý věž · h1 bílý věž | e8 černý věž · c7 černý pěšec · d7 černý jezdec · f7 černý pěšec · g7 černý pěšec · h7 černý král · d6 černý pěšec · a5 černý věž · c5 černý dáma · h5 bílý pěšec · a4 černý pěšec · b4 černý pěšec · c4 černý střelec · d4 bílý jezdec · e4 bílý pěšec · f4 bílý dáma · f3 bílý pěšec · a2 bílý pěšec · b2 bílý pěšec · c2 bílý pěšec · b1 bílý král · c1 bílý jezdec · d1 bílý věž · h1 bílý věž | e8 černý věž · c7 černý pěšec · d7 černý jezdec · f7 černý pěšec · g7 černý pěšec · h7 černý král · d6 černý pěšec · a5 černý věž · c5 černý dáma · h5 bílý pěšec · a4 černý pěšec · b4 černý pěšec · c4 černý střelec · d4 bílý jezdec · e4 bílý pěšec · f4 bílý dáma · f3 bílý pěšec · a2 bílý pěšec · b2 bílý pěšec · c2 bílý pěšec · b1 bílý král · c1 bílý jezdec · d1 bílý věž · h1 bílý věž | e8 černý věž · c7 černý pěšec · d7 černý jezdec · f7 černý pěšec · g7 černý pěšec · h7 černý král · d6 černý pěšec · a5 černý věž · c5 černý dáma · h5 bílý pěšec · a4 černý pěšec · b4 černý pěšec · c4 černý střelec · d4 bílý jezdec · e4 bílý pěšec · f4 bílý dáma · f3 bílý pěšec · a2 bílý pěšec · b2 bílý pěšec · c2 bílý pěšec · b1 bílý král · c1 bílý jezdec · d1 bílý věž · h1 bílý věž | e8 černý věž · c7 černý pěšec · d7 černý jezdec · f7 černý pěšec · g7 černý pěšec · h7 černý král · d6 černý pěšec · a5 černý věž · c5 černý dáma · h5 bílý pěšec · a4 černý pěšec · b4 černý pěšec · c4 černý střelec · d4 bílý jezdec · e4 bílý pěšec · f4 bílý dáma · f3 bílý pěšec · a2 bílý pěšec · b2 bílý pěšec · c2 bílý pěšec · b1 bílý král · c1 bílý jezdec · d1 bílý věž · h1 bílý věž | e8 černý věž · c7 černý pěšec · d7 černý jezdec · f7 černý pěšec · g7 černý pěšec · h7 černý král · d6 černý pěšec · a5 černý věž · c5 černý dáma · h5 bílý pěšec · a4 černý pěšec · b4 černý pěšec · c4 černý střelec · d4 bílý jezdec · e4 bílý pěšec · f4 bílý dáma · f3 bílý pěšec · a2 bílý pěšec · b2 bílý pěšec · c2 bílý pěšec · b1 bílý král · c1 bílý jezdec · d1 bílý věž · h1 bílý věž | e8 černý věž · c7 černý pěšec · d7 černý jezdec · f7 černý pěšec · g7 černý pěšec · h7 černý král · d6 černý pěšec · a5 černý věž · c5 černý dáma · h5 bílý pěšec · a4 černý pěšec · b4 černý pěšec · c4 černý střelec · d4 bílý jezdec · e4 bílý pěšec · f4 bílý dáma · f3 bílý pěšec · a2 bílý pěšec · b2 bílý pěšec · c2 bílý pěšec · b1 bílý král · c1 bílý jezdec · d1 bílý věž · h1 bílý věž | e8 černý věž · c7 černý pěšec · d7 černý jezdec · f7 černý pěšec · g7 černý pěšec · h7 černý král · d6 černý pěšec · a5 černý věž · c5 černý dáma · h5 bílý pěšec · a4 černý pěšec · b4 černý pěšec · c4 černý střelec · d4 bílý jezdec · e4 bílý pěšec · f4 bílý dáma · f3 bílý pěšec · a2 bílý pěšec · b2 bílý pěšec · c2 bílý pěšec · b1 bílý král · c1 bílý jezdec · d1 bílý věž · h1 bílý věž | 3 |
| 2 | e8 černý věž · c7 černý pěšec · d7 černý jezdec · f7 černý pěšec · g7 černý pěšec · h7 černý král · d6 černý pěšec · a5 černý věž · c5 černý dáma · h5 bílý pěšec · a4 černý pěšec · b4 černý pěšec · c4 černý střelec · d4 bílý jezdec · e4 bílý pěšec · f4 bílý dáma · f3 bílý pěšec · a2 bílý pěšec · b2 bílý pěšec · c2 bílý pěšec · b1 bílý král · c1 bílý jezdec · d1 bílý věž · h1 bílý věž | e8 černý věž · c7 černý pěšec · d7 černý jezdec · f7 černý pěšec · g7 černý pěšec · h7 černý král · d6 černý pěšec · a5 černý věž · c5 černý dáma · h5 bílý pěšec · a4 černý pěšec · b4 černý pěšec · c4 černý střelec · d4 bílý jezdec · e4 bílý pěšec · f4 bílý dáma · f3 bílý pěšec · a2 bílý pěšec · b2 bílý pěšec · c2 bílý pěšec · b1 bílý král · c1 bílý jezdec · d1 bílý věž · h1 bílý věž | e8 černý věž · c7 černý pěšec · d7 černý jezdec · f7 černý pěšec · g7 černý pěšec · h7 černý král · d6 černý pěšec · a5 černý věž · c5 černý dáma · h5 bílý pěšec · a4 černý pěšec · b4 černý pěšec · c4 černý střelec · d4 bílý jezdec · e4 bílý pěšec · f4 bílý dáma · f3 bílý pěšec · a2 bílý pěšec · b2 bílý pěšec · c2 bílý pěšec · b1 bílý král · c1 bílý jezdec · d1 bílý věž · h1 bílý věž | e8 černý věž · c7 černý pěšec · d7 černý jezdec · f7 černý pěšec · g7 černý pěšec · h7 černý král · d6 černý pěšec · a5 černý věž · c5 černý dáma · h5 bílý pěšec · a4 černý pěšec · b4 černý pěšec · c4 černý střelec · d4 bílý jezdec · e4 bílý pěšec · f4 bílý dáma · f3 bílý pěšec · a2 bílý pěšec · b2 bílý pěšec · c2 bílý pěšec · b1 bílý král · c1 bílý jezdec · d1 bílý věž · h1 bílý věž | e8 černý věž · c7 černý pěšec · d7 černý jezdec · f7 černý pěšec · g7 černý pěšec · h7 černý král · d6 černý pěšec · a5 černý věž · c5 černý dáma · h5 bílý pěšec · a4 černý pěšec · b4 černý pěšec · c4 černý střelec · d4 bílý jezdec · e4 bílý pěšec · f4 bílý dáma · f3 bílý pěšec · a2 bílý pěšec · b2 bílý pěšec · c2 bílý pěšec · b1 bílý král · c1 bílý jezdec · d1 bílý věž · h1 bílý věž | e8 černý věž · c7 černý pěšec · d7 černý jezdec · f7 černý pěšec · g7 černý pěšec · h7 černý král · d6 černý pěšec · a5 černý věž · c5 černý dáma · h5 bílý pěšec · a4 černý pěšec · b4 černý pěšec · c4 černý střelec · d4 bílý jezdec · e4 bílý pěšec · f4 bílý dáma · f3 bílý pěšec · a2 bílý pěšec · b2 bílý pěšec · c2 bílý pěšec · b1 bílý král · c1 bílý jezdec · d1 bílý věž · h1 bílý věž | e8 černý věž · c7 černý pěšec · d7 černý jezdec · f7 černý pěšec · g7 černý pěšec · h7 černý král · d6 černý pěšec · a5 černý věž · c5 černý dáma · h5 bílý pěšec · a4 černý pěšec · b4 černý pěšec · c4 černý střelec · d4 bílý jezdec · e4 bílý pěšec · f4 bílý dáma · f3 bílý pěšec · a2 bílý pěšec · b2 bílý pěšec · c2 bílý pěšec · b1 bílý král · c1 bílý jezdec · d1 bílý věž · h1 bílý věž | e8 černý věž · c7 černý pěšec · d7 černý jezdec · f7 černý pěšec · g7 černý pěšec · h7 černý král · d6 černý pěšec · a5 černý věž · c5 černý dáma · h5 bílý pěšec · a4 černý pěšec · b4 černý pěšec · c4 černý střelec · d4 bílý jezdec · e4 bílý pěšec · f4 bílý dáma · f3 bílý pěšec · a2 bílý pěšec · b2 bílý pěšec · c2 bílý pěšec · b1 bílý král · c1 bílý jezdec · d1 bílý věž · h1 bílý věž | 2 |
| 1 | e8 černý věž · c7 černý pěšec · d7 černý jezdec · f7 černý pěšec · g7 černý pěšec · h7 černý král · d6 černý pěšec · a5 černý věž · c5 černý dáma · h5 bílý pěšec · a4 černý pěšec · b4 černý pěšec · c4 černý střelec · d4 bílý jezdec · e4 bílý pěšec · f4 bílý dáma · f3 bílý pěšec · a2 bílý pěšec · b2 bílý pěšec · c2 bílý pěšec · b1 bílý král · c1 bílý jezdec · d1 bílý věž · h1 bílý věž | e8 černý věž · c7 černý pěšec · d7 černý jezdec · f7 černý pěšec · g7 černý pěšec · h7 černý král · d6 černý pěšec · a5 černý věž · c5 černý dáma · h5 bílý pěšec · a4 černý pěšec · b4 černý pěšec · c4 černý střelec · d4 bílý jezdec · e4 bílý pěšec · f4 bílý dáma · f3 bílý pěšec · a2 bílý pěšec · b2 bílý pěšec · c2 bílý pěšec · b1 bílý král · c1 bílý jezdec · d1 bílý věž · h1 bílý věž | e8 černý věž · c7 černý pěšec · d7 černý jezdec · f7 černý pěšec · g7 černý pěšec · h7 černý král · d6 černý pěšec · a5 černý věž · c5 černý dáma · h5 bílý pěšec · a4 černý pěšec · b4 černý pěšec · c4 černý střelec · d4 bílý jezdec · e4 bílý pěšec · f4 bílý dáma · f3 bílý pěšec · a2 bílý pěšec · b2 bílý pěšec · c2 bílý pěšec · b1 bílý král · c1 bílý jezdec · d1 bílý věž · h1 bílý věž | e8 černý věž · c7 černý pěšec · d7 černý jezdec · f7 černý pěšec · g7 černý pěšec · h7 černý král · d6 černý pěšec · a5 černý věž · c5 černý dáma · h5 bílý pěšec · a4 černý pěšec · b4 černý pěšec · c4 černý střelec · d4 bílý jezdec · e4 bílý pěšec · f4 bílý dáma · f3 bílý pěšec · a2 bílý pěšec · b2 bílý pěšec · c2 bílý pěšec · b1 bílý král · c1 bílý jezdec · d1 bílý věž · h1 bílý věž | e8 černý věž · c7 černý pěšec · d7 černý jezdec · f7 černý pěšec · g7 černý pěšec · h7 černý král · d6 černý pěšec · a5 černý věž · c5 černý dáma · h5 bílý pěšec · a4 černý pěšec · b4 černý pěšec · c4 černý střelec · d4 bílý jezdec · e4 bílý pěšec · f4 bílý dáma · f3 bílý pěšec · a2 bílý pěšec · b2 bílý pěšec · c2 bílý pěšec · b1 bílý král · c1 bílý jezdec · d1 bílý věž · h1 bílý věž | e8 černý věž · c7 černý pěšec · d7 černý jezdec · f7 černý pěšec · g7 černý pěšec · h7 černý král · d6 černý pěšec · a5 černý věž · c5 černý dáma · h5 bílý pěšec · a4 černý pěšec · b4 černý pěšec · c4 černý střelec · d4 bílý jezdec · e4 bílý pěšec · f4 bílý dáma · f3 bílý pěšec · a2 bílý pěšec · b2 bílý pěšec · c2 bílý pěšec · b1 bílý král · c1 bílý jezdec · d1 bílý věž · h1 bílý věž | e8 černý věž · c7 černý pěšec · d7 černý jezdec · f7 černý pěšec · g7 černý pěšec · h7 černý král · d6 černý pěšec · a5 černý věž · c5 černý dáma · h5 bílý pěšec · a4 černý pěšec · b4 černý pěšec · c4 černý střelec · d4 bílý jezdec · e4 bílý pěšec · f4 bílý dáma · f3 bílý pěšec · a2 bílý pěšec · b2 bílý pěšec · c2 bílý pěšec · b1 bílý král · c1 bílý jezdec · d1 bílý věž · h1 bílý věž | e8 černý věž · c7 černý pěšec · d7 černý jezdec · f7 černý pěšec · g7 černý pěšec · h7 černý král · d6 černý pěšec · a5 černý věž · c5 černý dáma · h5 bílý pěšec · a4 černý pěšec · b4 černý pěšec · c4 černý střelec · d4 bílý jezdec · e4 bílý pěšec · f4 bílý dáma · f3 bílý pěšec · a2 bílý pěšec · b2 bílý pěšec · c2 bílý pěšec · b1 bílý král · c1 bílý jezdec · d1 bílý věž · h1 bílý věž | 1 |
|   | a | b | c | d | e | f | g | h |   |

 Rudolfová vs. Alina Kašlinskaja, Gyorgy Marx Memorial IX (Ženy) (2011); Skotská hra: (ECO C45)
1.e4 e5 2.Nf3 Nc6 3.d4 exd4 4.Nxd4 Bc5 5.Nb3 Bb6 6.Nc3 Nf6 7.Qe2 0-0 8.Be3 Re8 9.f3 d6 10.0-0-0 Be6 11.Kb1 Ne5 12. Qd2 Nc4 13.Bxc4 Bxc4 14.g4 Nd7 15.g5 Qb8 16.h4 Bxe3 17.Qxe3 b5 18.h5 b4 19.Ne2 Qb6 20.Ned4 a5 21.g6 a4 22.Nc1 Ra5 23.gxh7 + Kxh7 24.Qf4 Qc5 (diagram) 25.b3 axb3 26.cxb3 Rb8 27.bxc4 b3 28.Ndxb3 Qa3 29.h6 Ne5 30.hxg7 + 1–0